# Liste der Auslandsvertretungen der Vereinigten Arabischen Emirate

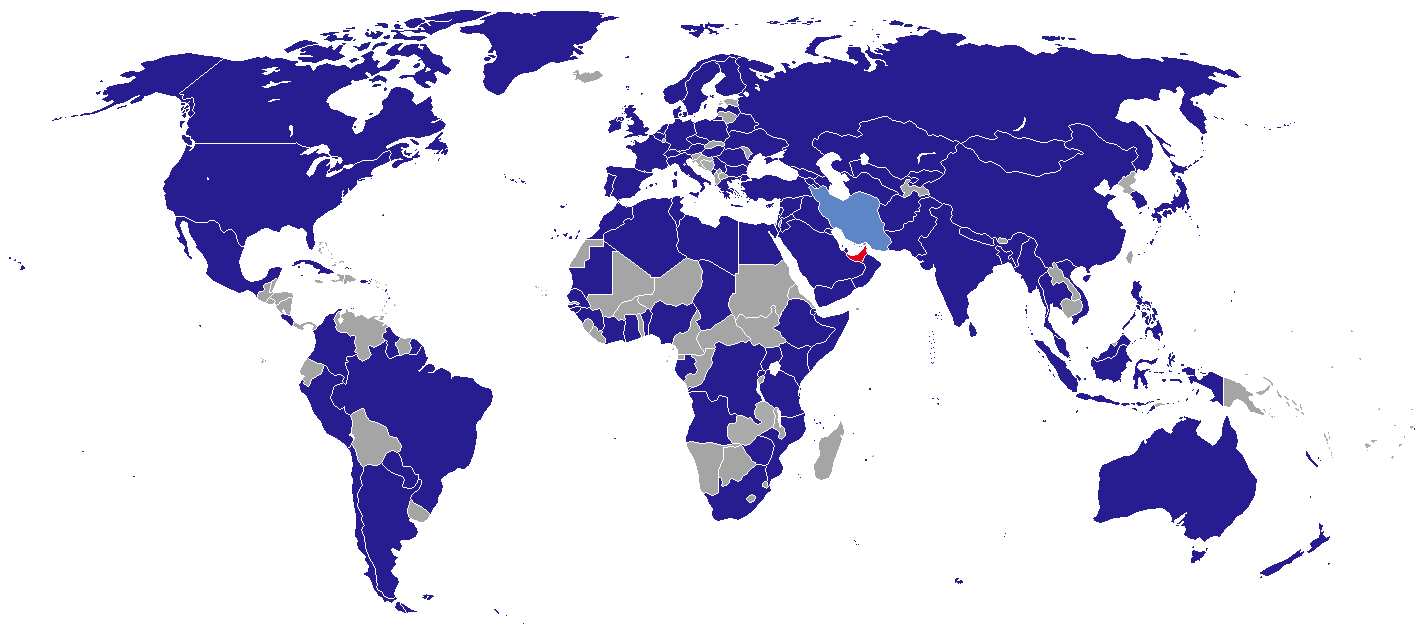
Standorte der diplomatischen Vertretungen der Vereinigten Arabischen Emirate

Dies ist eine Liste der diplomatischen und konsularische Vertretungen der Vereinigten Arabischen Emirate.

## Diplomatische und konsularische Vertretungen

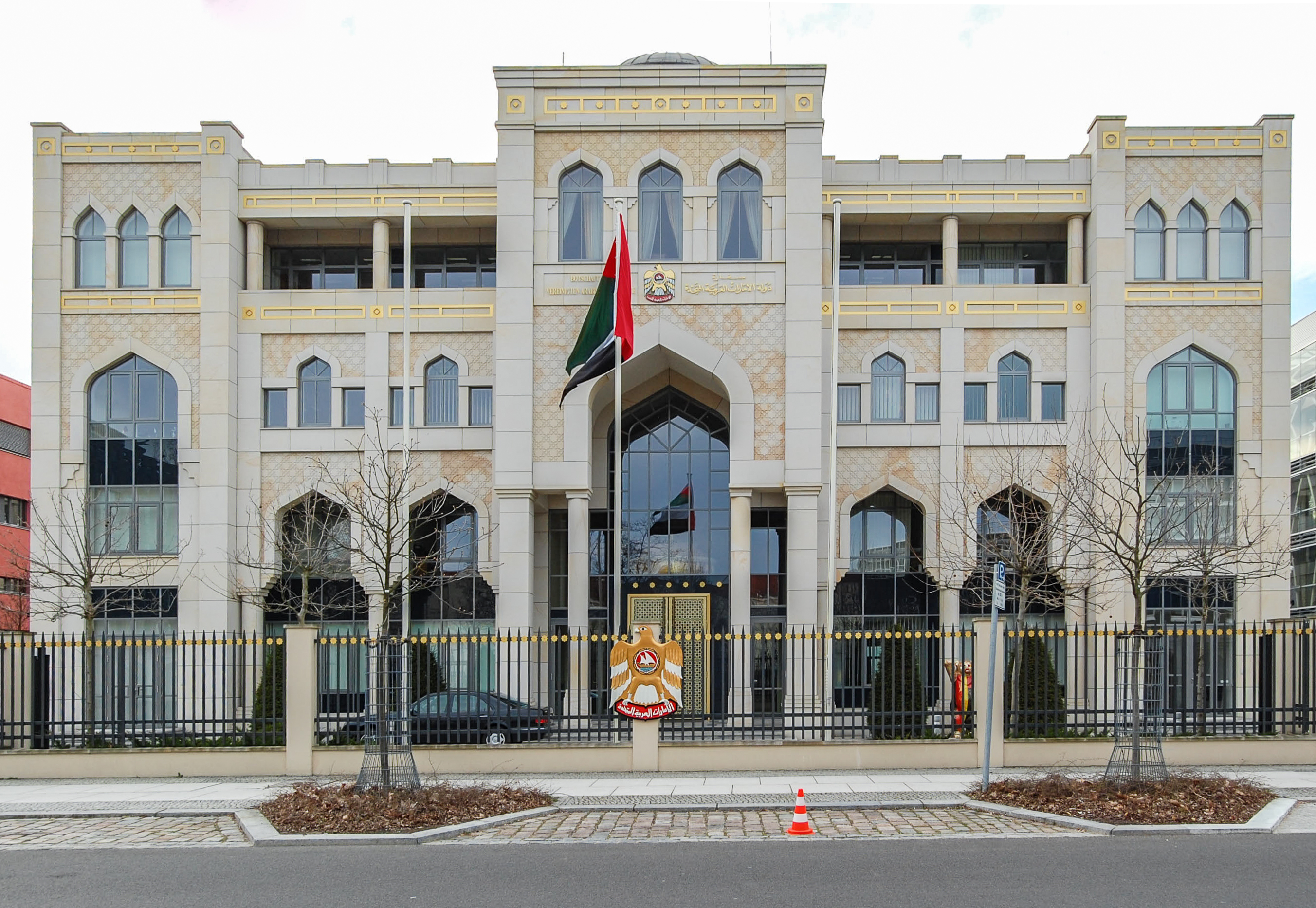
Botschaft der Vereinigten Arabischen Emirate in Berlin

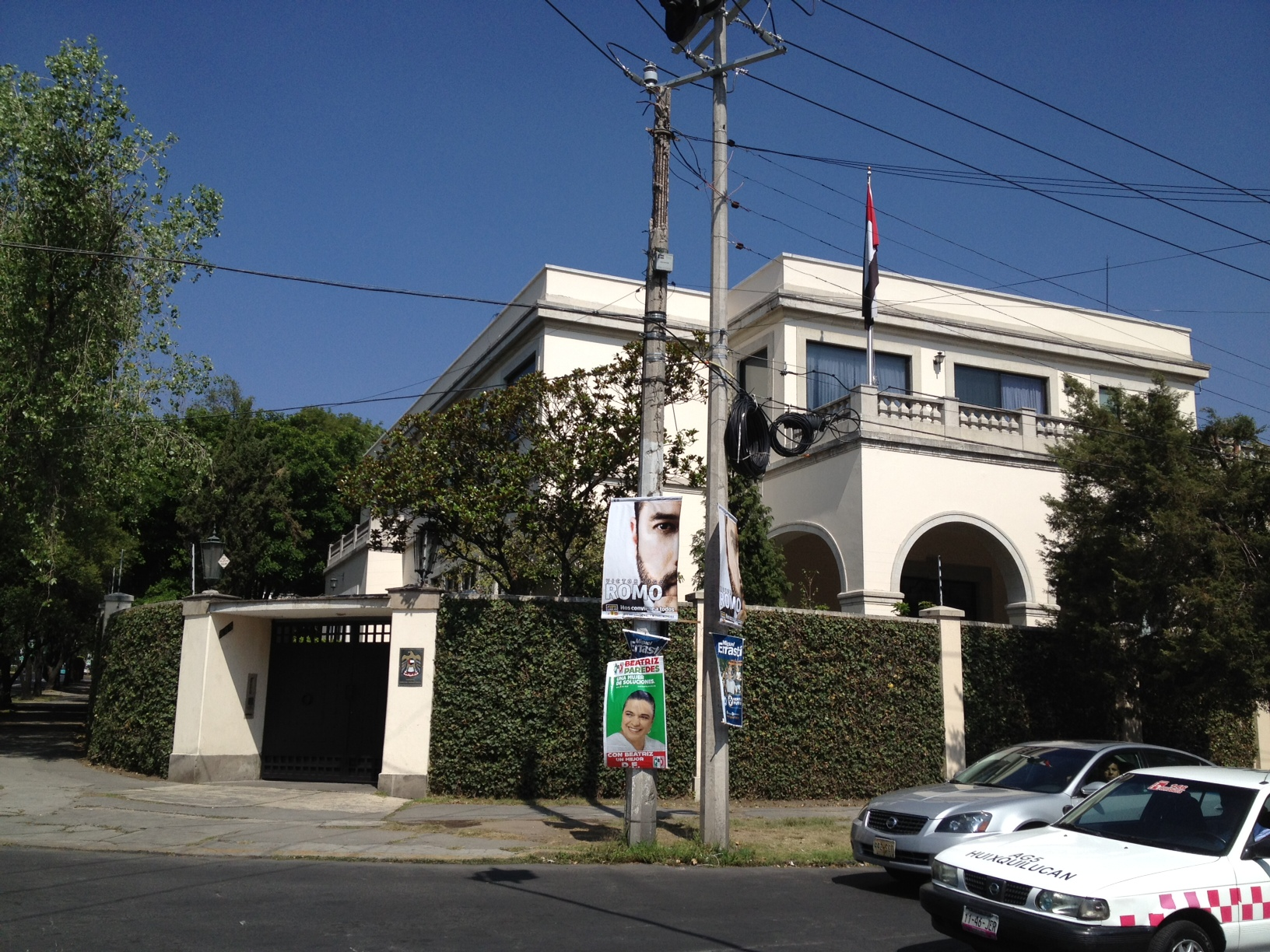
Botschaft der Vereinigten Arabischen Emirate in Mexiko-Stadt

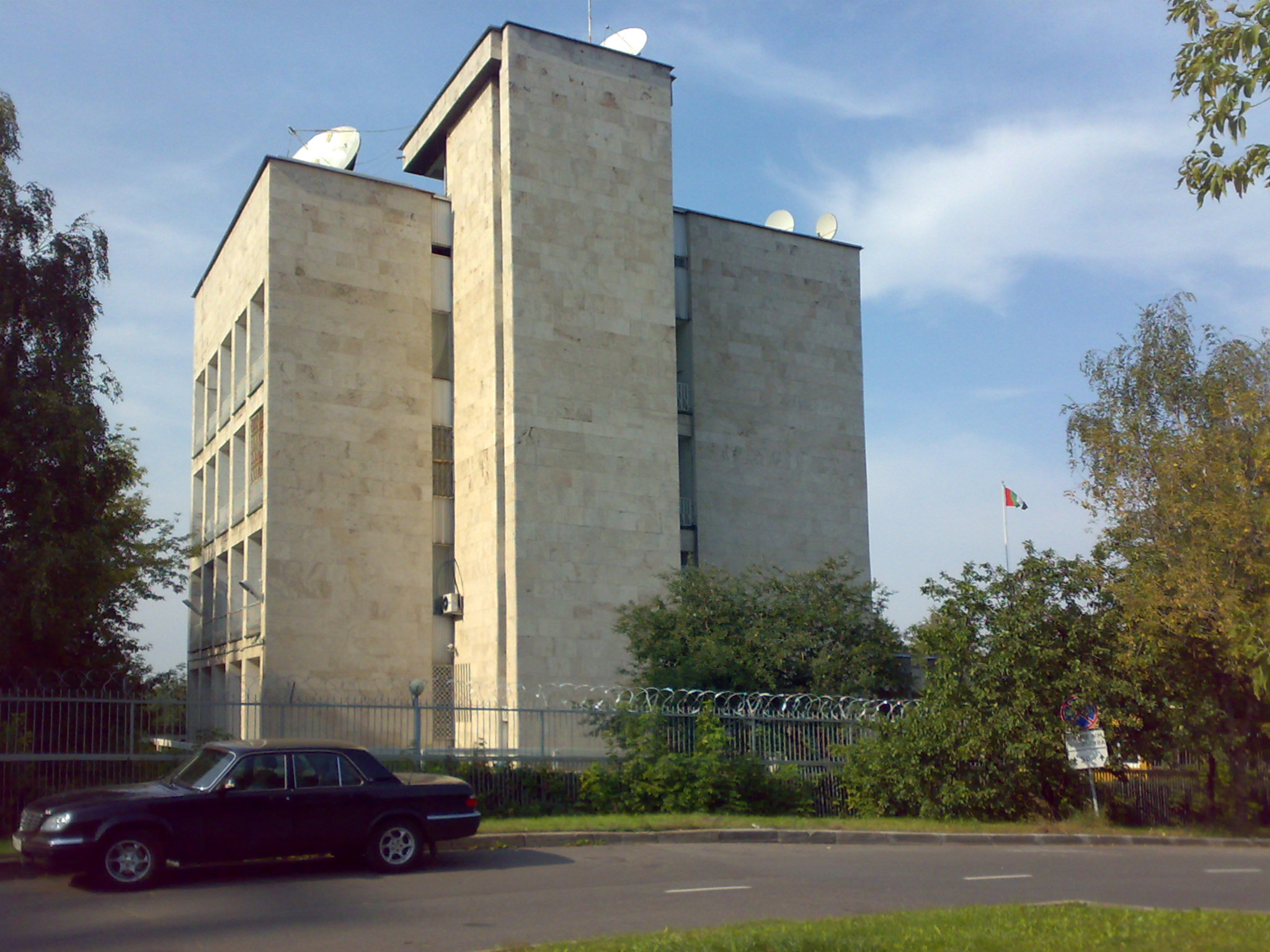
Botschaft der Vereinigten Arabischen Emirate in Moskau

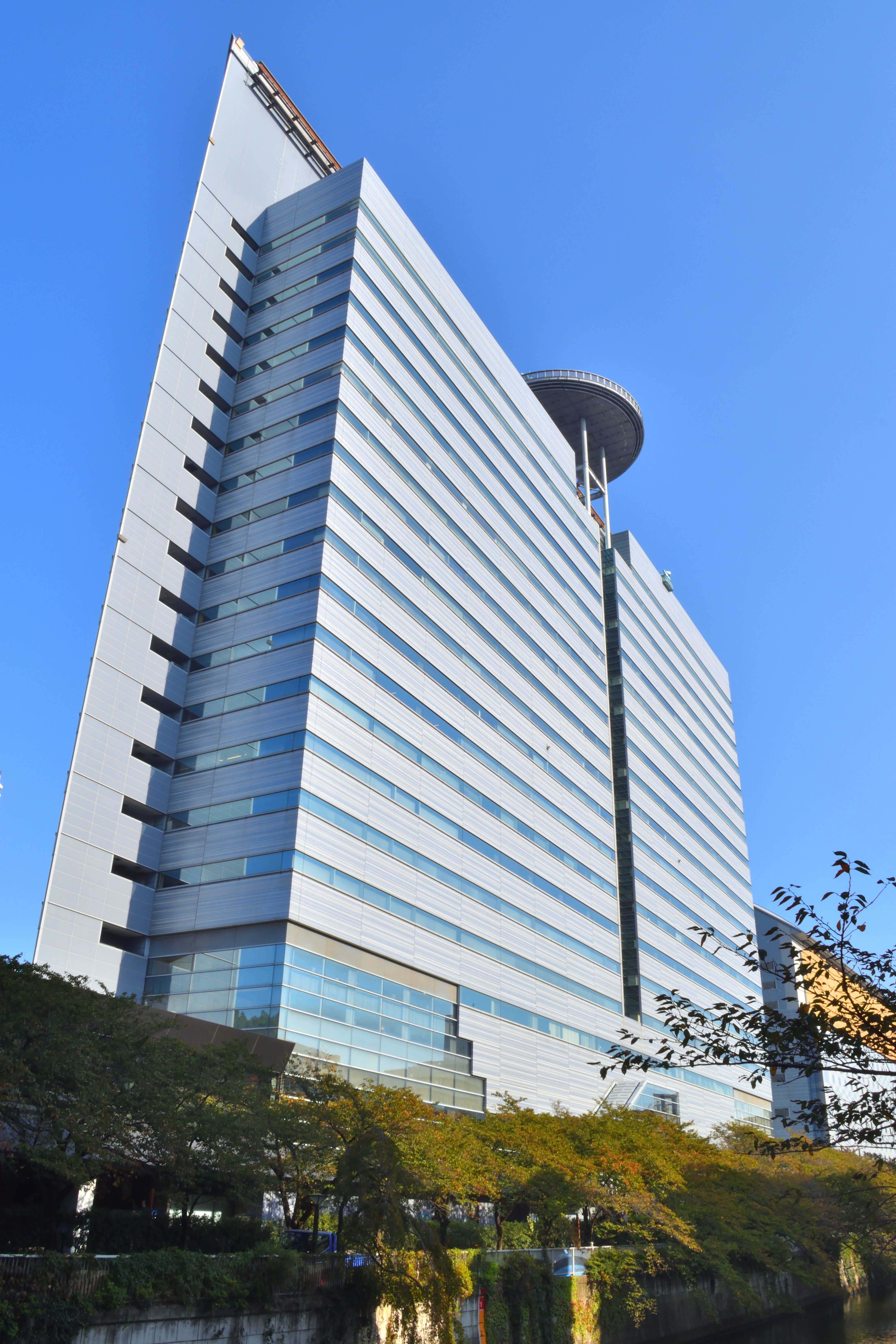
Botschaft der Vereinigten Arabischen Emirate in Tokio

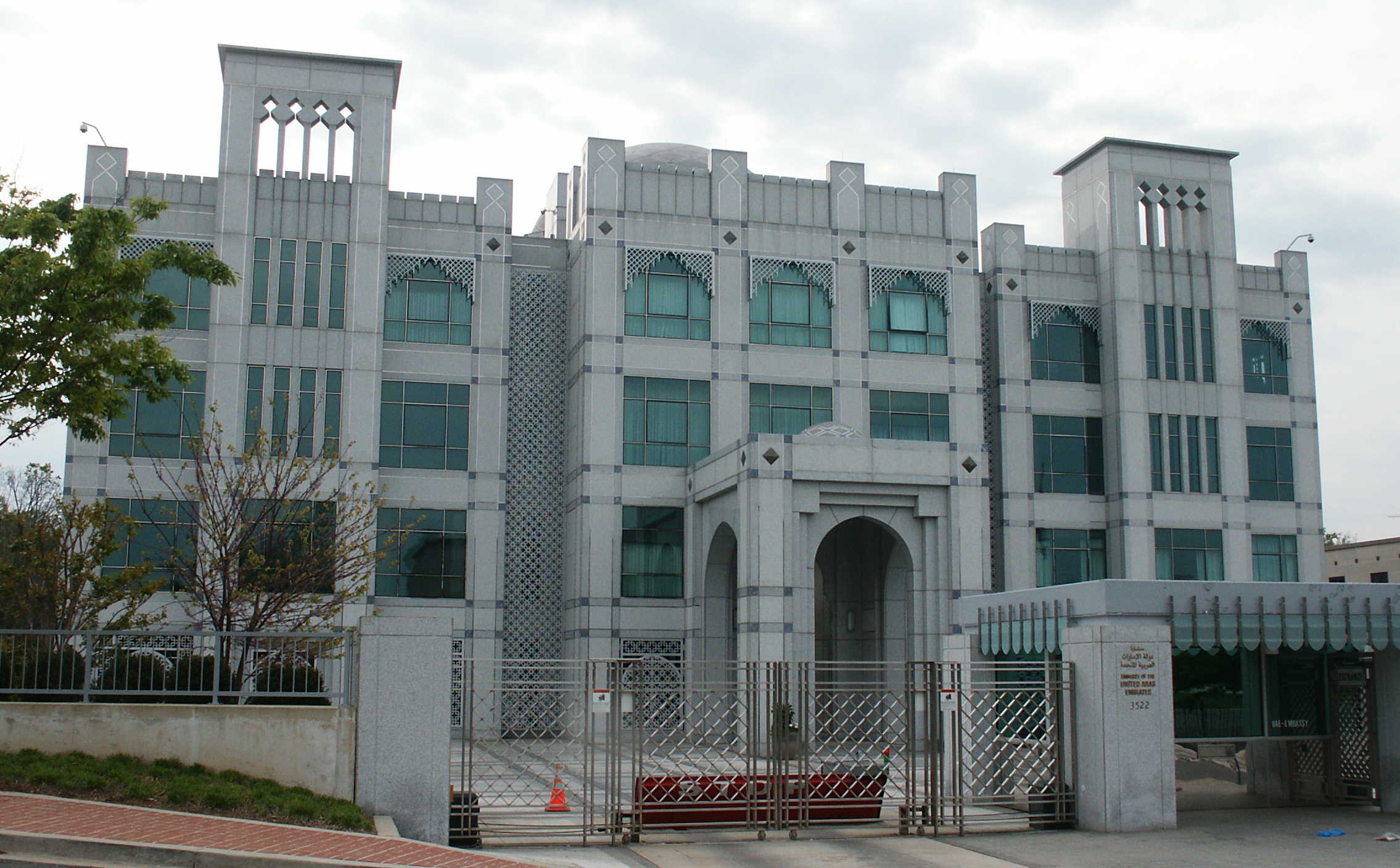
Botschaft der Vereinigten Arabischen Emirate in Washington, D.C.

### Afrika
| - Ägypten: Kairo, Botschaft - Algerien: Algier, Botschaft - Angola: Algier, Botschaft - Äthiopien: Addis Abeba, Botschaft - Dschibuti: Dschibuti-Stadt, Botschaft - Elfenbeinküste: Abidjan, Botschaft - Ghana: Accra, Botschaft - Guinea: Conakry, Botschaft - Kenia: Nairobi, Botschaft - Libyen: Tripolis, Botschaft - Mauretanien: Nouakchott, Botschaft - Marokko: Rabat, Botschaft - Marokko: Laayoune, Generalkonsulat - Mosambik: Maputo, Botschaft - Nigeria: Abuja, Botschaft | - Nigeria: Lagos, Generalkonsulat - Ruanda: Kigali, Botschaft - Senegal: Dakar, Botschaft - Seychellen: Victoria, Botschaft - Simbabwe: Harare, Botschaft - Somalia: Mogadischu, Botschaft - Südafrika: Pretoria, Botschaft - Sudan: Khartum, Botschaft - Tansania: Daressalam, Botschaft - Tansania: Sansibar, Botschaft - Tschad: N’Djamena, Botschaft - Tunesien: Tunis, Botschaft - Uganda: Kampala, Botschaft |

### Asien
| - Afghanistan: Kabul, Botschaft - Armenien: Jerewan, Botschaft - Aserbaidschan: Baku, Botschaft - Bahrain: Manama, Botschaft - Bangladesch: Dhaka, Botschaft - Volksrepublik China: Peking, Botschaft - Volksrepublik China: Guangzhou, Generalkonsulat - Volksrepublik China: Hongkong, Generalkonsulat - Volksrepublik China: Shanghai, Generalkonsulat - Georgien: Tiflis, Botschaft - Indien: Neu-Delhi, Botschaft - Indien: Mumbai, Generalkonsulat - Indien: Thiruvananthapuram, Generalkonsulat - Indonesien: Jakarta, Botschaft - Iran: Teheran, Botschaft - Iran: Bandar Abbas, Generalkonsulat - Irak: Bagdad, Botschaft - Japan: Tokio, Botschaft - Jemen: Sanaa, Botschaft - Jordanien: Amman, Botschaft - Kasachstan: Astana, Botschaft - Katar: Doha, Botschaft | - Kuwait: Kuwait, Botschaft - Libanon: Beirut, Botschaft - Malaysia: Kuala Lumpur, Botschaft - Malediven: Malé, Botschaft - Mongolei: Ulaanbaatar, Botschaft - Nepal: Kathmandu, Botschaft - Oman: Maskat, Botschaft - Pakistan: Islamabad, Botschaft - Pakistan: Karatschi, Generalkonsulat - Palestina: Ramallah, Vertretung - Philippinen: Manila, Botschaft - Saudi-Arabien: Riad, Botschaft - Saudi-Arabien: Dschidda, Generalkonsulat - Singapur: Singapur, Botschaft - Sri Lanka: Colombo, Botschaft - Südkorea: Seoul, Botschaft - Syrien: Damaskus, Botschaft - Thailand: Bangkok, Botschaft - Turkmenistan: Aşgabat, Botschaft - Usbekistan: Taschkent, Botschaft - Vietnam: Hanoi, Botschaft |

### Australien und Ozeanien
- Australien: Canberra,  Botschaft
- Australien: Melbourne, Generalkonsulat
- Neuseeland: Wellington,  Botschaft

### Europa
| - Belarus: Minsk, Botschaft - Belgien: Brüssel, Botschaft - Bulgarien: Sofia, Botschaft - Dänemark: Kopenhagen, Botschaft - Deutschland: Berlin, Botschaft - Deutschland: Bonn, Außenstelle der Botschaft - Deutschland: München, Generalkonsulat - Finnland: Helsinki, Botschaft - Frankreich: Paris, Botschaft - Griechenland: Athen, Botschaft - Irland: Dublin, Botschaft - Italien: Rom, Botschaft - Lettland: Riga, Botschaft - Montenegro: Podgorica, Botschaft - Niederlande: Den Haag, Botschaft - Norwegen: Oslo, Botschaft - Österreich: Wien, Botschaft | - Polen: Warschau, Botschaft - Portugal: Lissabon, Botschaft - Rumänien: Bukarest, Botschaft - Russland: Moskau, Botschaft - Schweden: Stockholm, Botschaft - Schweiz: Bern, Botschaft - Serbien: Belgrad, Botschaft - Spanien: Madrid, Botschaft - Spanien: Barcelona, Generalkonsulat - Tschechien: Prag, Botschaft - Türkei: Ankara, Botschaft - Türkei: Istanbul, Generalkonsulat - Ukraine: Kiew, Botschaft - Ungarn: Budapest, Botschaft - Vereinigtes Königreich: London, Botschaft - Zypern: Nikosia, Botschaft |

### Nordamerika
| - Costa Rica: San José, Botschaft - Kanada: Ottawa, Botschaft - Kanada: Toronto, Generalkonsulat - Kuba: Havanna, Botschaft - Mexiko: Mexiko-Stadt, Botschaft - Panama: Panama-Stadt, Botschaft | - Vereinigte Staaten: Washington, D.C., Botschaft - Vereinigte Staaten: Boston, Generalkonsulat - Vereinigte Staaten: Houston, Generalkonsulat - Vereinigte Staaten: Los Angeles, Generalkonsulat - Vereinigte Staaten: New York, Generalkonsulat |

### Südamerika
| - Argentinien: Buenos Aires, Botschaft - Brasilien: Brasília, Botschaft - Brasilien: São Paulo, Generalkonsulat | - Chile: Santiago de Chile, Botschaft - Kolumbien: Bogotá, Botschaft - Peru: Lima, Botschaft |

## Vertretungen bei internationalen Organisationen
- Vereinte Nationen: New York, Ständige Mission
- Vereinte Nationen: Genf, Ständige Mission
- Europäische Union: Brüssel, Mission
- CTBTO: Wien, Ständige Mission
- Arabische Liga: Kairo, Ständige Mission